# Louis Dollo

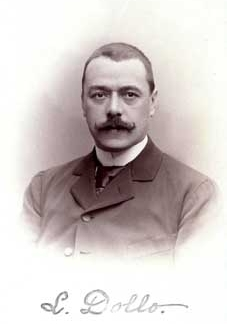
Louis Dollo.

Louis Antoine Marie Joseph Dollo, född 7 december 1857 i Lille, död 19 april 1931 i Bryssel, var en belgisk paleontolog.
Dollo var professor i paleontologi vid universitetet i Bryssel och utförde synnerligen värdefulla undersökningar rörande ryggradsdjurens fylogenes. Han utstakade vägar för den fortsatta forskningen angående de fossila djurens etologi och publicerade viktiga undersökningar rörande särskilt lägre fossila ryggradsdjur, bland annat dinosaurier, mosaurier och sköldpaddor. Han formulerade även Dollos lag. Han tilldelades Murchisonmedaljen 1912, blev ledamot av Vetenskapssocieteten i Uppsala 1925 och av svenska Vetenskapsakademien 1927.